# Hendrikus Matheus Horrix
Hendrikus Mattheus "Mathieu" Horrix (Den Haag, 30 mei 1845 - aldaar, 7 oktober 1923) was een Nederlands kunstschilder. Hij werkte vooral in Zeeland en Den Haag.

## Leven en werk
Horrix werd geboren in een bekende, welgestelde Haagse familie van meubelmakers en -fabrikanten. Hij studeerde aan de Koninklijke Academie van Beeldende Kunsten te Den Haag en vervolgens bij Haagse Scholer Philip Sadée, die van grote invloed zou zijn op zijn stijl. Ook volgde hij studies aan de Academie voor Beeldende Kunsten te Leuven en verbleef hij van 1866 tot 1870 in Parijs, samen met zijn broer Frans.
Horrix specialiseerde zich in het schilderen van het Zeeuwse volksleven, vooral genrestukken en landschappen, in de realistische stijl van de Haagse School, in opvallend heldere kleuren. Daarnaast maakte hij in Den Haag en omgeving ook tal van werken in de wereld van vermaak, onder andere een aantal bekend geworden aquarellen in de Haagse Dierentuin, alsmede strand en havengezichten bij Scheveningen.
Horrix maakte ook veel meubelontwerpen voor het bedrijf van zijn familie. Hij overleed in 1923, op 78-jarige leeftijd. In de collectie van het Haags Gemeentearchief bevinden zich diverse werken van zijn hand. In 2010 organiseerde het Gemeentearchief in het atrium van het stadhuis aan het Spui een tentoonstelling over de geschiedenis van de Haagse Dierentuin naar aanleiding van de aankoop van een penseeltekening van Horrix. Hierop staan kinderen afgebeeld die een ritje maken op de olifant van de dierentuin.

## Galerij

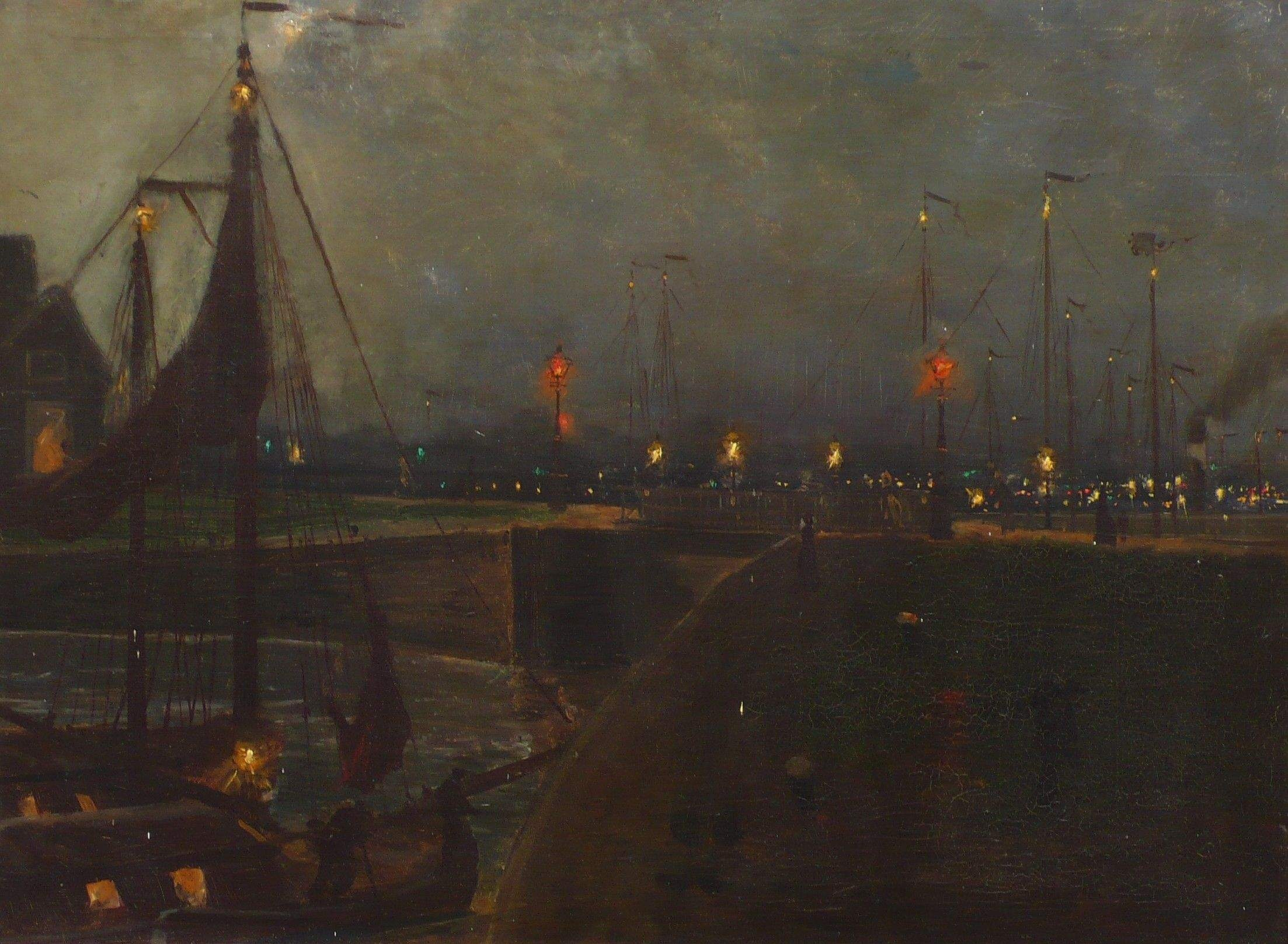
Haven bij nacht, Scheveningen.
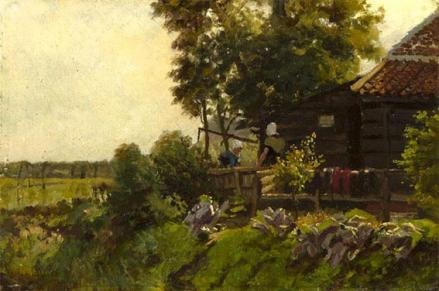
Walcherse vrouwen in de tuin
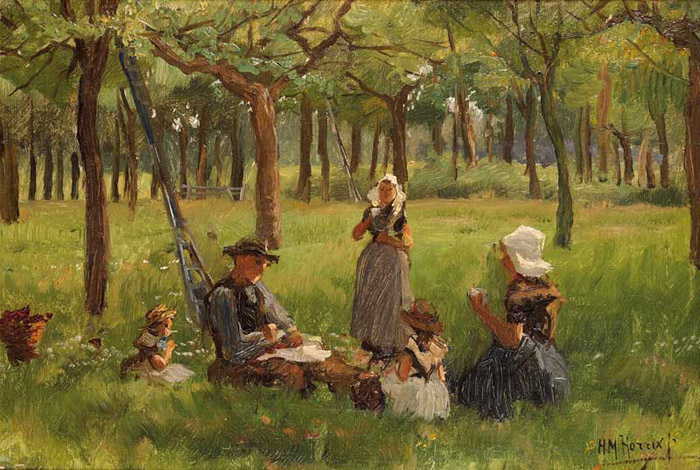
Lunch in de kersenboomgaard
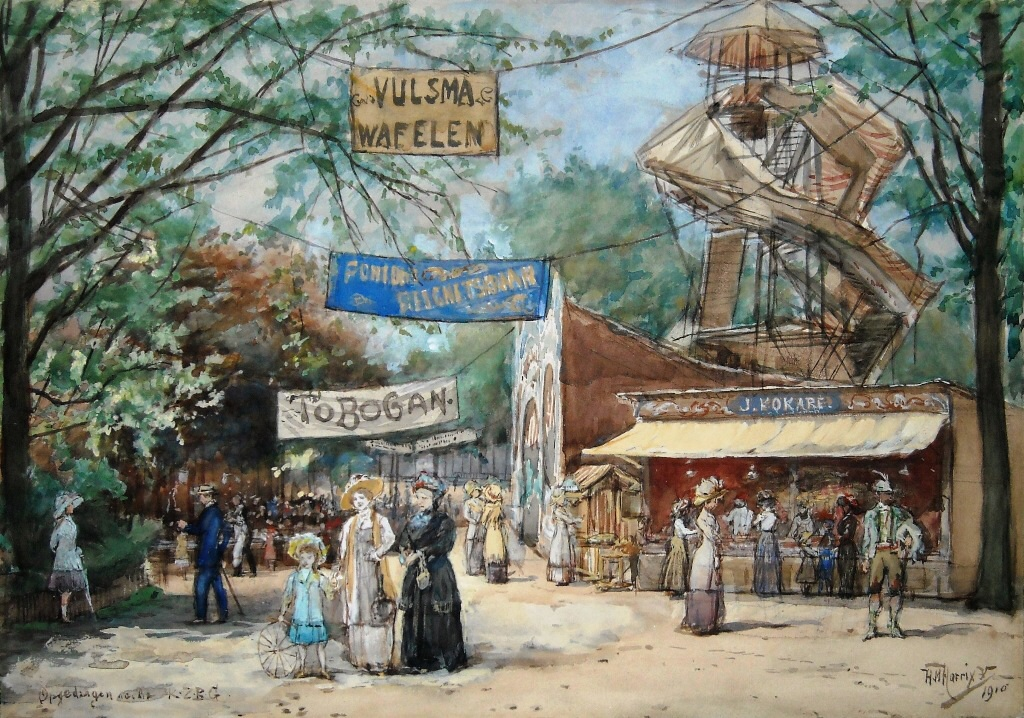
In de Haagse dierentuin

## Noot
1. ↑  https://resolver.kb.nl/resolve?urn=MMKB08:000172380:mpeg21:p004.
2. ↑  Voornamen ook wel gespeld als Hendricus of Mattheus.
3. ↑  Haagse Beeldbank Identificatienummer kl. A 3845. Gearchiveerd op 9 april 2019.

- Bibliothèque nationale de France: cb14969387d (data)
- Biografisch Portaal: 77868937
- International Standard Name Identifier: 0000 0003 6263 9638
- RKD-Nederlands Instituut voor Kunstgeschiedenis: 39803
- Union List of Artist Names: 500146704
- Virtual International Authority File: 226744837